# 생이가래
생이가래(Salvinia natans, floating watermoss 또는 floating moss)는 물 위에 떠서 사는 수생 양치류로 생이가래과에 속한다. 표면적으로는 이끼와 매우 유사하게 나타난다. 아시아, 아프리카, 유럽 등 여러 대륙에 걸쳐 넓게 분포한다.
수생 고사리류로 한해살이풀이다. 줄기는 드문드문 분지하며 잎은 3장씩 돌려나는데, 2장은 부유잎이고 1장은 뿌리처럼 물 속에 가라앉는 수중잎(침수잎)이다. 부유잎은 녹색이고 타원형이며 표면에 털이 있는 짧은 돌기가 빽빽이 붙고, 뒷면에는 부드러운 털이 있다. 수중잎은 뿌리같이 가는 실처럼 갈라지며 가는 털이 있고, 그 기부에 작은 공 모양의 포장낭들이 무리지어 있다. 포자낭군은 표면에 연한 털이 있는 공 모양의 얇은 포막으로 싸여 있다. 포자는 이형이며 뿌리는 없다.
주로 습지에 서식한다.